# Тизелиус (лунный кратер)
Кратер Тизелиус (лат. Tiselius) — крупный ударный кратер в экваториальной области обратной стороны Луны. Название присвоено в честь шведского биохимика Арне Тиселиуса (1902—1971) и утверждено Международным астрономическим союзом в 1979 г. Образование кратера относится к позднеимбрийскому периоду.

## Описание кратера

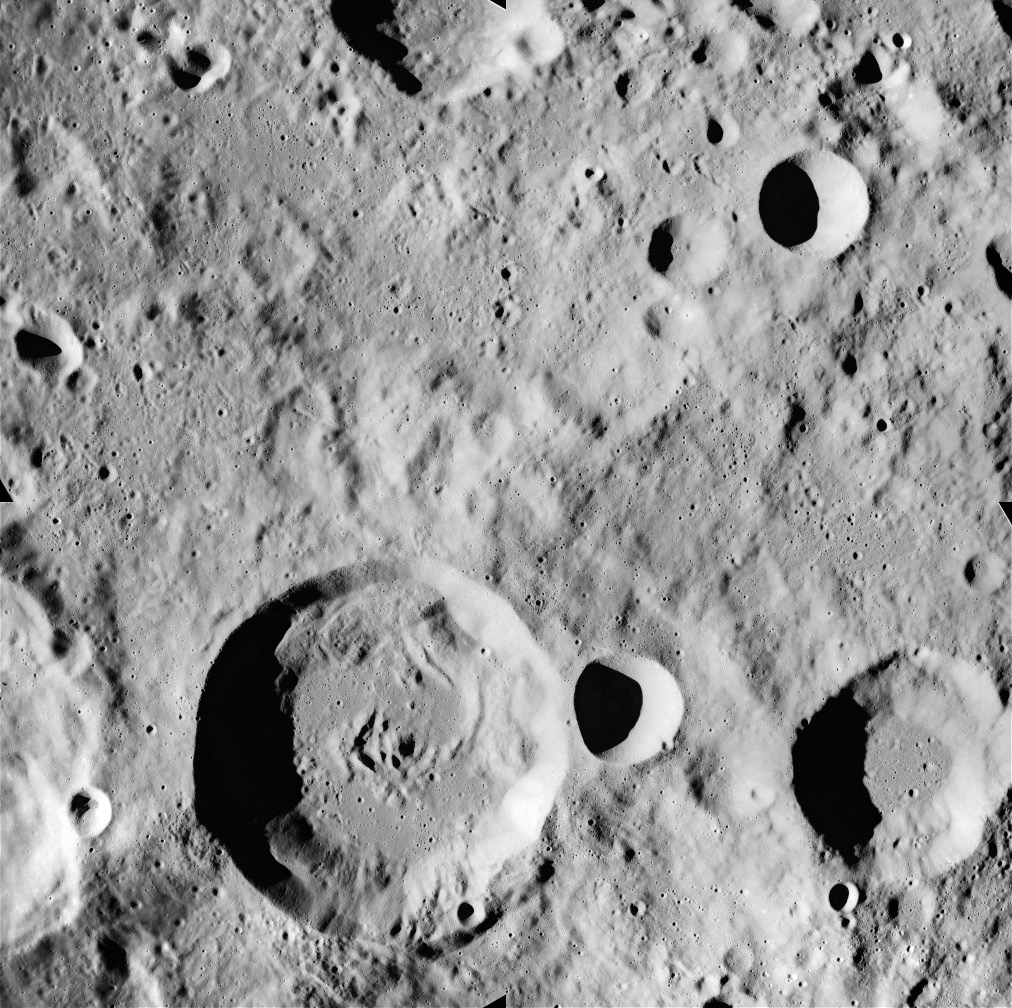
Кратеры Тизелиус (слева вверху) и Стейн (слева внизу). Снимок с борта Аполлона-16 (север справа).

Ближайшими соседями кратера Тизелиус являются кратер Валье на западе; кратер Шафарик на севере; кратер Стейн на востоке и кратер Кориолис на юго-западе. Селенографические координаты центра кратера 6°53′ с. ш. 176°42′ в. д. / 6,89° с. ш. 176,7° в. д., диаметр 53,8 км, глубина 2,4 км.
Кратер Тизелиус имеет циркулярную форму и умеренно разрушен. Вал сглажен, но сохранил достаточно четкие очертания, к восточной части вала почти примыкает приметный сателлитный кратер Тизелиус Е (валы кратеров разделены узкой долиной). У подножия внутреннего склона находятся осыпи пород.Высота вала над окружающей местностью достигает 1150 м, объем кратера составляет приблизительно 2300 км³. Дно чаши сравнительно ровное, в центре чаши расположено хаотичное скопление невысоких коротких хребтов. В северо-восточной части находятся несколько хребтов концентричных по отношению к валу.

## Сателлитные кратеры

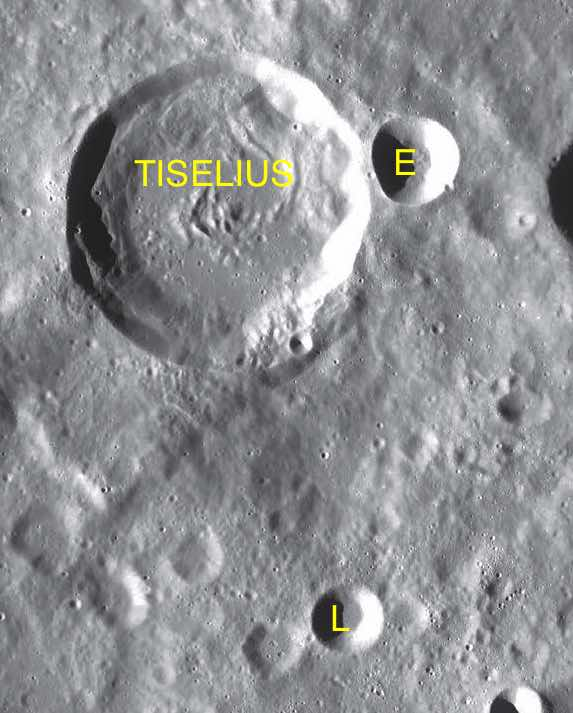
Фрагмент карты LAC-68.

| Тизелиус | Координаты                                            | Диаметр, км |
| -------- | ----------------------------------------------------- | ----------- |
| E        | 7°10′ с. ш. 177°50′ в. д. / 7,17° с. ш. 177,83° в. д. | 15,4        |
| L        | 4°34′ с. ш. 177°28′ в. д. / 4,57° с. ш. 177,46° в. д. | 12,3        |